# Драбик, Винценты
Винце́нты Дра́бик (пол. Wincenty Drabik; 1881—1933) — польский театральный художник.

## Биография
Винценты Драбик родился 13 ноября 1881 года в городе Явожно.
Учился в Краковской школе изящных искусств (ученик художника и драматурга С. Выспяньского, художника Ю. Мехоффера), затем продолжал образование в Вене.
Работал в театре во Львове, затем в Варшаве. С 1915 года жил и работал в России, создавая оформление спектаклей для польских театральных коллективов, гастролировавших в Киеве и Москве.

## Творчество
Винценты Драбик оформил балеты: «Лизетта — худо сбережённая дочь» Гертеля (1920), «Клеопатра», «Мандрагора» Шимановского (оба — 1920), «Пан Твардовский» (1921); «Любовные песни Хафиза» на муз. Шимановского (1922), «Свадьба в Ойцуве» (1923); «Байка» Роговского (1923), «Суд Париса» на муз. Глюка (1925), «Пряничное сердце» Барановича (1929), «Последний Пьеро» Ратхауза (1929), «Жар-птица» Игоря Стравинского (1931).